# Мюррей, Джон, 1-й граф Таллибардин
Джон Мюррей, 1-й граф Таллибардин (англ. John Murray, 1st Earl of Tullibardine; около 1550 — 5 июля 1613) — шотландский дворянин, придворный и лидер клана Мюррей.

## Биография
Он родился около 1550 года, сын сэра Уильяма Мюррея из Таллибардина (? — 1583) и Агнес Грэм, дочери Уильяма Грэма, 2-го графа Монтроза (1492—1571), и Джанет Кейт. Его теткой по отцовской линии была влиятельная Аннабелл Мюррей, графиня Мар (1563—1603).
В 1580 году его отец ушел в отставку с поста контролера Шотландии, и король Яков VI Стюарт передал эту должность ему.
Мюррей был мастером дома короля Шотландии Якова VI Стюарта. Он сражался в битве при Гленливете против Джорджа Гордона, 1-го маркиза Хантли, и Фрэнсиса Хэя, 9-го графа Эрролла.
Его брат, капитан Джордж Мюррей, сопровождал Якова VI в Дании в 1590 году.
В сентябре 1590 года Таллибардин и его шурин Роберт Мюррей из Аберкерни были гостями лэрда Гленорчи в Баллоке, ныне замке Теймут.
Яков VI часто навещал его в Таллибардине или Гаске. Он и Анна Датская присутствовали на свадьбе Лилиас Мюррей и Джона Гранта из Фрейчи 21 июня 1591 года. Яков VI выступал в маскараде со своим камердинером, вероятно, Джоном Уэмиссом из Логи. Они были одеты в венецианские карнавальные маски и шлемы с красными и розовыми костюмами из тафты . Яков VI был в Таллибардине на Новый год в 1592 году.
20 июля 1593 года он ударил Уильяма Эдмондстона из Дантрита по лицу рукоятью шпаги во время заседания парламента в Толбуте Эдинбурга в присутствии короля.
Король пригласил графа Мара присоединиться к ним и «повеселиться» в Гаске в июле 1595 года. Это был, вероятно, «праздничный» пир на свадьбу Анны Мюррей . Яков VI оставался в Таллибардине в течение первой недели в январе 1598 года. В апреле 1598 года герцог Голштинский, брат Анны Датской, посетил Таллибардин по поводу прогресса с герцогом Ленноксом.
Александр Мензис из Вима жаловался в январе 1599 года, что Мюррей принял Дональда Мензиса и Джона Доу Мак-Вильяма, он же Мак-Грегор, двух воров, в качестве своих домашних и слуг. Макуильям ворвался в Поместье Вим, ныне называемое замком Мензис, и спас Дональда Мензиса из тюремной камеры.
Он укрепил свое положение главы семьи с двумя группами ассоциации в 1586 и 1599 годах, в которых он был признан вождем многочисленных Мюррей-лэрдов, включая Морей из Аберкерна в Пертшире.
25 апреля 1604 года он стал 1-м лордом Мюрреем из Таллибардина, а 10 июля 1606 года — 1-м графом Таллибардином и 1-м лордом Мюрреем, Гаском и Балкухиддером .

## Семья
Мюррей женился на Кэтрин Драммонд (ок. 1550 — 29 июля/3 августа 1613), дочери Дэвида, 2-го лорда Драммонда (1515/1517 — 1571), правнука Колина Кэмпбелла, 1-го графа Аргайла, и Лилиас Рутвен. У супругов были следующие дети:
- Уильям Мюррей, 2-й граф Таллибардин (ок. 1574—1626), 1-я жена с 1599 года Сесилия Уэмисс, 2-я жена с 1604 года Доротея Стюарт.
- Мунго Мюррей (ок. 1580 — до 11 марта 1641/1642), 2-й виконт Стормонт, 1-я жена — Энн Мюррей (? — 1639), 2-я жена с 1639 года леди Энн Уэмисс (? — 1643), дочь 1-го графа Уэмисса.
- Патрик Мюррей, 1-й граф Таллибардин (до 16 апреля 1579 — 5 сентября 1644), джентльмен тайной палаты, 1-я жена с 1603 года Пруденс Балмер, дочь Бевиса Балмера и вдова Джона Бистона, племянника Хью Бистона, 2-я жена с 1613 года Элизабет Дентон или Дент, вдова сэра Фрэнсиса Вира[14].
- Леди Энн Мюррей (1579 — 27 февраля 1618), известная как любовница короля. В 1595 году она вышла замуж за Патрика Лайона, 1-го графа Кингхорна (1575—1615)[15].
- Леди Лилиас Мюррей (ок. 1576 — 30 декабря 1643), вышла замуж в 1591 году за Джона Гранта из Фрючи (ок. 1568—1622)[16]
- Леди Маргарет Мюррей (1581 — декабрь 1617), муж с 1600 года сэр Джеймс Холдейн, 10-й из Глениглза (? — 1624)
- Капитан Джон Мюррей (1578 — февраль 1607)
- Роберт Мюррей (род. 1582)
- Леди Кэтрин Мюррей (род. 1585), муж — Дэвид Росс из Балнагована (? — 1632).